# 錢巍業
錢巍業（？—？），中國清朝官員，本籍中國湖南。錢巍業於1692年（康熙31年）接替王兆陞，於台灣擔任台灣府台灣縣知縣。管轄約今台灣南部之嘉義縣、嘉義市、台南縣、市全境及高雄縣部份區域。該區域面積約為4500平方公里，也是清治時期台灣島之漢人集中地所在。1694年，遭彈劾革職。
| 前任： 王兆陞 | 台灣府台灣縣知縣 1692年上任 | 繼任： 李中素 |